# 吉里巴斯足球協會
基里巴斯足球協會是專門管轄基里巴斯足球事務的組織。基里巴斯足球協會成立於1980年，目前僅為大洋洲足協的附屬會員。此外，該組織也未加入國際足協，故此其國家隊不能參加世界盃。